# Потери антиправительственной авиации в ходе гражданской войны в Сирии
В данном списке перечислены летательные аппараты, потерянные Турцией, США, Израилем, Великобританией и Иорданией в ходе гражданской войны в Сирии.

## Потери самолётов
22 июня 2012 года турецкий самолёт-разведчик RF-4ETM «Фантом» 173 Filo (а/б Эрхач) нарушил сирийское воздушное пространство и был сбит ПВО Сирии. Самолёт упал в море на траверзе населённого пункта Ом Аль-Тоюр.
 13 мая 2013 года на турецко-сирийской границе по неизвестной причине разбился турецкий истребитель F-16C. Пилот успел передать сообщение — «Я катапультируюсь», после чего связь пропала и самолёт рухнул в деревне Ярпуз возле границы, пилот погиб.
 1 декабря 2014 года в Иордании был потерян американский истребитель F-16C, американский пилот погиб. Сообщалось что самолёт разбился после осуществления боевого вылета над Сирией.
 24 декабря 2014 года над сирийским городом Ракка был потерян иорданский истребитель F-16, пилот попал в плен международных террористов и был убит.
 25 августа 2017 года при возвращении после операции на территории Сирии потерпел аварию при посадке в Ираке британский C-130J-30 «Геркулес» (с/н ZH873), экипаж выжил, самолёт разбился и восстановлению не подлежал.
 10 февраля 2018 года сирийским ЗРК С-200 был сбит израильский F-16I (ещё несколько могли быть повреждены), оба лётчика которого катапультировались и были ранены.
 21 августа 2019 года над Голанскими высотами израильскими солдатами был обстрелян гражданский самолёт Fly Synthesis Texan EVO RG принятый за сирийский самолёт. Повреждённый самолёт смог совершить посадку.

## Потери вертолётов
10 февраля 2018 года возвращавшийся после нарушения сирийского воздушного пространства турецкий боевой вертолёт T-129 ATAK над территорией турецкой провинции Хатай был сбит курдами. Два члена экипажа было убито.
 17 октября 2019 года на территории Сирии курды сбили турецкий военный вертолёт S-70A «Чёрный Ястреб».
 18 января 2020 года в северо-восточной части Сирии вертолёт UH-60 «Чёрный Ястреб» Армии США при посадке получил тяжёлые повреждения, ремонтопригодность не уточняется.
 2 февраля 2022 года на севере провинции Идлиб разбился MH-60M 160-го полка армии США (с/н 12-20472).

## Потери конвертопланов
28 сентября 2017 года на территории Сирии разбился американский конвертоплан MV-22B Osprey (с/н YP01/168281), два члена экипажа получили ранения.

## Потери БПЛА
21 декабря 2014 года на границе с Израилем сирийской армией был захвачен израильский БПЛА Skylark-1.
 17 марта 2015 года расчёт сирийского ЗРК С-125 сбил американский БПЛА MQ-1 Predator, вторгнувшийся в воздушное пространство Сирии.
 16 июля 2015 года возле сирийского города Таль Хаттаб ПВО Сирии был сбит турецкий БПЛА.
 5 июля 2016 года над контролируемой террористами территорией на севере Сирии разбился американский БПЛА MQ-9A Reaper.
 20 марта 2017 года над сирийским городом Кунейтра был сбит израильский БПЛА Skylark 1.
 15 июня 2017 года возле приграничного с Иорданией города Даръа сирийский истребитель МиГ-23МЛД, взлетевший с авиабазы Кхалкхалах, ракетой «воздух-воздух» средней дальности Р-24Р сбил иорданский разведывательный беспилотный самолёт итальянского производства Selex ES Falco.
 16 июня 2017 года сирийский МиГ-23МЛД ракетой «воздух-воздух» средней дальности Р-24Р сбил ещё один Selex ES Falco.
 12 февраля 2018 года возле сирийского города Африн курды сбили турецкий беспилотный самолёт.
 19 июня 2018 года на юге Сирии разбился израильский БПЛА Skylark-1.
19 сентября 2019 года возле пригорода Дамаска ПВО Сирии был сбит неизвестный БПЛА.
 21 сентября 2019 года над Сирией сирийской ПВО был сбит один БПЛА и ещё один захвачен.
 29 ноября 2019 года над в районе сирийского аэропорта Камышли был сбит турецкий БПЛА Aselsan.
 25 февраля 2020 года в районе сирийского города Дадиках ПВО Сирии был сбит турецкий БПЛА ANKA-S.
 1 марта 2020 года в сирийской провинции Идлиб ПВО Сирии были сбиты от 1 до 3 турецких БПЛА ANKA-S.
 3 марта 2020 года в районе сирийского города Серакиб ПВО Сирии был сбит турецкий ударно-разведывательный БПЛА Bayraktar TB2.
 4 марта 2020 года в районе сирийской провинции Идлиб ПВО Сирии был сбит турецкий ударно-разведывательный БПЛА Bayraktar TB2
 10 марта 2020 года в районе турецкого города Батман потерпел крушение турецкий ударно-разведывательный БПЛА Bayraktar TB2
 18 августа 2020 года над контролируемой террористами территорией в сирийской провинции Идлиб были потеряны при невыясненных обстоятельствах два американских БПЛА MQ-9 Reaper, причинами потери в американских источниках называются столкновение БПЛА друг с другом либо огонь протурецких террористов..
 23 августа 2020 года в районе города Кафер-Набаль огнём сирийской армии был сбит турецкий ударно-разведывательный БПЛА Bayraktar TB2.